# Мануель Хіменес Абало
Мануель Хіменес Абало (ісп. Manuel Jiménez Abalo, нар. 27 жовтня 1956, Вілагарсія-де-Ароуса) — іспанський футболіст, що грав на позиції захисника.

## Клубна кар'єра
Народився 27 жовтня 1956 року в місті Вілагарсія-де-Ароуса. Розпочав грати у футбол в клубі «Ароса» з рідного міста. 1977 року Абало перейшов у «Спортінг» (Хіхон), де спочатку виступав за фарм-клуб «Депортіво Хіхон».
У 1979 році був переведений до команди першої команди і дебютував у Прімері 8 вересня 1979 року в домашньому матчі проти «Севільї» (2:1). 17 лютого 1980 року в матчі проти «Атлетіка» з Більбао (2:0) він забив свій перший гол в Ла Лізі. У 1981 та 1982 роках він двічі поспіль грав у фіналі Кубка короля, але в обох випадках «Спортинг» програв (1: 3 проти «Барселони» і 1:2 проти «Реала» відповідно). Всього він провів у клубі 12 сезонів, зігравши майже в 500 офіційних матчах за клуб і в жодному з них не зіграв менше 30 ігор у Прімері.
Завершив ігрову кар'єру у команді «Бургос», за яку виступав протягом сезону 1991/92 років, провівши на полі усі матчі від першої до останньої хвилини. Пізніше працював спортивним агентом.

## Виступи за збірну
18 листопада 1981 року Абало зіграв свій єдиний матч за національну збірну Іспанії в товариській грі проти Польщі (3:2). Наступного року у складі збірної поїхав на чемпіонат світу 1982 року в Іспанії, але на поле більше не виходив.